# Raymond Bertault
Raymond Bertault, född 1905, död 1986, var en fransk mykolog.
Auktorsnamnet Bertault kan användas för Raymond Bertault i samband med ett vetenskapligt namn inom botaniken; se Wikipediaartiklar som länkar till auktorsnamnet.